# Buzești, Olt
Buzești este un sat în comuna Corbu din județul Olt, Muntenia, România. Se află în partea de est a județului, pe malul drept al râului Vedea.